# Ferruccio Mazzola
Ferruccio Mazzola (Turín, 1 de febrero de 1945-Roma, 7 de mayo de 2013) fue un entrenador y jugador de fútbol profesional italiano que jugaba en la demarcación de centrocampista. Fue hijo de Valentino Mazzola y el hermano menor de Sandro Mazzola.

## Biografía
Ferruccio Mazzola debutó como futbolista en 1964 a los 19 años con el AC Nuova Valdagno. También jugó para FBC Unione Venezia, Inter de Milán, Calcio Lecco 1912, SS Lazio, ACF Fiorentina, ASD Sant'Angelo 1907 y Connecticut Bicentennials. Jugó un total de 263 partidos y marcó 35 goles. Tras retirarse en 1977 y tras trece temporadas como futbolista se convirtió en entrenador del ASD Cynthia 1920 además del AC Siena, SPAL 1907, FBC Unione Venezia, Perugia Calcio, Spezia Calcio 1906, US Alessandria Calcio 1912 y ASD Vallée d’Aoste Charvensod.
Falleció en Roma el 7 de mayo de 2013 a los 68 años de edad tras una larga enfermedad.

## Controversia
En 2004, en un libro (Il terzo incomodo) y en una entrevista a L'Espresso habló en contra del dopaje que hizo el Inter de Milán durante el "Grande Inter", por la Lazio y la ACF Fiorentina.
El presidente del Inter Massimo Moratti demandó a Mazzola por sus declaraciones. Mazzola finalmente ganó el caso legal en 2010. Numerosos compañeros de Ferruccio, incluido su hermano Sandro, negaron que Herrera les hubiera dado sustancias dopantes, y Luna, la hija del Mago, explicó que su padre les dio a sus jugadores café y ácido acetilsalicínico como estimulante.

## Clubes

### Como jugador
| Club                               | País           | Año       | Partidos | Goles |
| ---------------------------------- | -------------- | --------- | -------- | ----- |
| AC Nuova Valdagno                  | Italia         | 1964-1965 | 22       | 6     |
| FBC Unione Venezia                 | Italia         | 1965-1966 | 50       | 13    |
| Inter de Milán                     | Italia         | 1966-1967 | 1        | 0     |
| Calcio Lecco 1912                  | Italia         | 1967-1968 | 18       | 1     |
| SS Lazio                           | Italia         | 1968-1971 | 85       | 11    |
| ACF Fiorentina                     | Italia         | 1971-1972 | 16       | 1     |
| SS Lazio                           | Italia         | 1972-1973 | 1        | 0     |
| ASD Sant'Angelo 1907               | Italia         | 1973-1975 | 31       | 1     |
| Connecticut Bicentennials (cesión) | Estados Unidos | 1975      | 1        | 0     |
| ASD Sant'Angelo 1907               | Italia         | 1975-1977 | 38       | 2     |

### Como entrenador
| Club                          | País   | Año       |
| ----------------------------- | ------ | --------- |
| SS Lazio                      | Italia | 1981-1982 |
| ASD Cynthia 1920              | Italia | 1982-1983 |
| AC Siena                      | Italia | 1983-1986 |
| SPAL 1907                     | Italia | 1986-1987 |
| FBC Unione Venezia            | Italia | 1987-1988 |
| AC Siena                      | Italia | 1988-1989 |
| Perugia Calcio                | Italia | 1989-1990 |
| Spezia Calcio 1906            | Italia | 1990-1992 |
| US Alessandria Calcio 1912    | Italia | 1992-1993 |
| Modena FC                     | Italia | 1993-1994 |
| ASD Vallée d’Aoste Charvensod | Italia | 1994-1995 |

## Palmarés
- Serie B: 1965/66-FBC Unione Venezia
- Serie B: 1968/69-SS Lazio
- Copa de los Alpes: 1971-SS Lazio